# Jacques Chevray
Jacques Chevray, né le 9 avril 1795 à La Côte-d'Aime et mort le 23 mai 1860 à Paris, est une personnalité religieuse et politique du duché de Savoie.

## Biographie

### Origines
Jacques Marie Chevray naît le 9 avril 1795 à La Côte-d'Aime, dans le département français du Mont-Blanc. François Miquet donnait comme prénom Pierre-Joseph et naissance le 21 octobre 1794. La Tarantaise, comme l'ensemble du duché de Savoie sont annexés à la France, depuis 1792. 
Son frère est André Chevray (1784-1867), professeur de philosophie au collège de Moûtiers.
Il est élu, le 18 février 1842, membre correspondant de l'Académie des sciences, belles-lettres et arts de Savoie.

### Carrière religieuse
Le 5 juin 1819 est ordonné prêtre du diocèse de Tarentaise. Il est nommé vicaire à Saint-Jean-de-Belleville, Aime, puis curé à Nâves en 1821.
En 1825, il est nommé secrétaire particulier de Mgr François-Marie Bigex, avant de devenir l'année suivante chancelier du diocèse.
Il est l'auteur d'une Vie de Saint-Pierre II : archevêque de Tarentaise, publié en 1841.
En 1859, il est nommé prévôt du Chapitre de Chambéry.

### Carrière politique
Il est élu le 15 novembre 1857 député de Savoie, représentant le collège de Bourg-Saint-Maurice à la Chambre des députés du parlement du royaume de Sardaigne à Turin, lors de la VIe législature, le 14 décembre 1857. Son élection est toutefois annulée pour « cause de prétendue inéligibilité des ministres du culte ».
En 1857, il est fait chevalier de l'Ordre des Saints-Maurice-et-Lazare.
Jacques Chevray meurt le 23 mai 1860, à Paris, peu avant l'annexion de la Savoie à la France.

## Référence
1. 1 2 3 4 5  Personnel ecclésiastique du diocèse de Tarentaise, 1924, p. 313.
2. ↑  François Miquet, « Les représentants de la Savoie au Parlement sarde », Revue savoisienne, vol. XI - série II, no 36,‎ 1895, p. 171-178 et 250-270 (lire en ligne), notice p.253.
3. ↑  « Etat des Membres de l'Académie des Sciences, Belles-Lettres et Arts de Savoie depuis sa fondation (1820) jusqu'à 1909 », sur le site de l'Académie des sciences, belles-lettres et arts de Savoie et « Académie des sciences, belles-lettres et arts de Savoie », sur le site du Comité des travaux historiques et scientifiques - cths.fr.
4. ↑  lire en ligne sur Gallica.
5. 1 2 3 4 5  Personnel ecclésiastique du diocèse de Tarentaise, 1924, p. 314.